# August Godtknecht

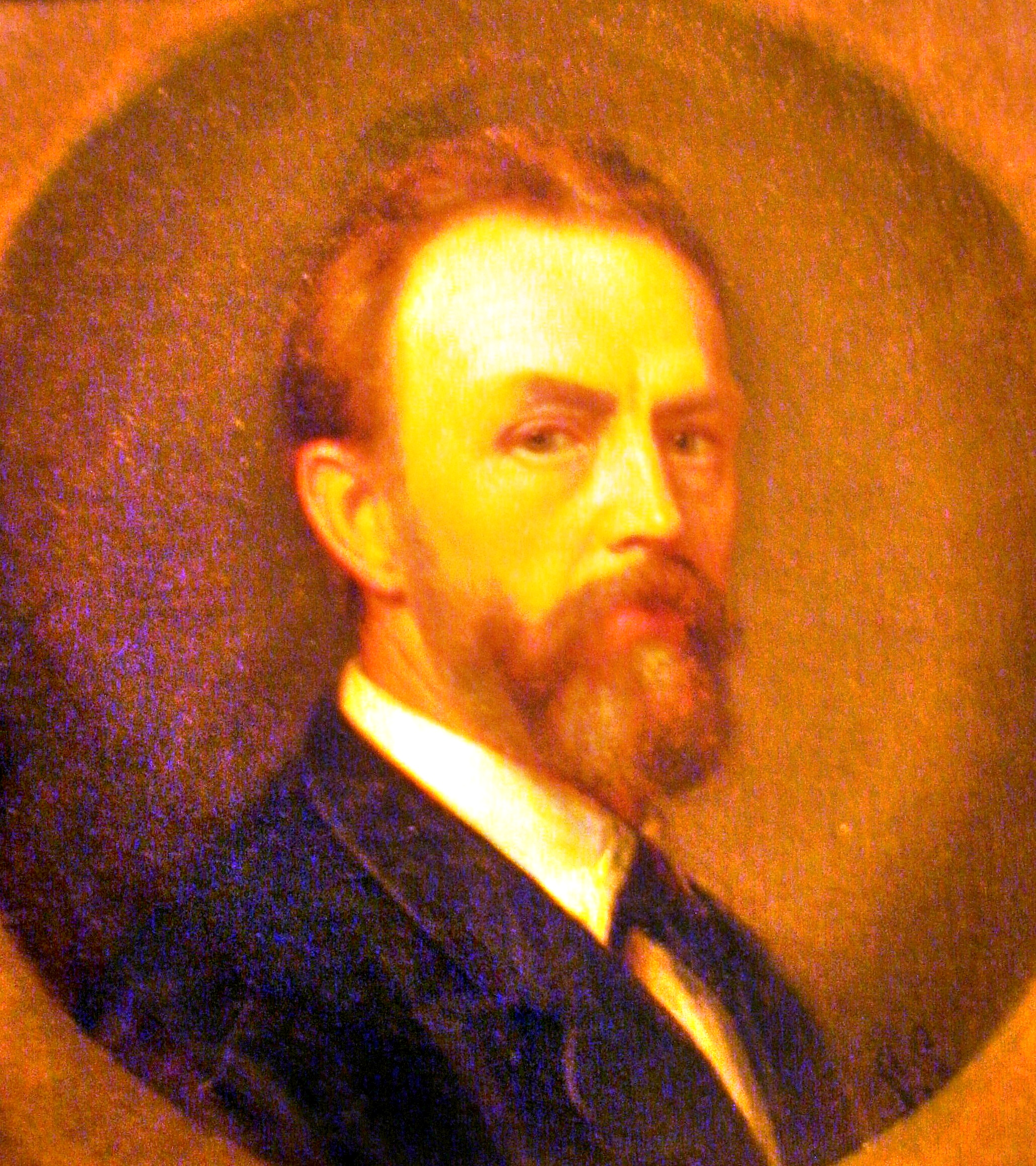
Selbstbildnis, um 1850

August Godtknecht (* 1. März 1824 in Lübeck; † 11. August 1888 ebenda) war ein deutscher Genremaler.

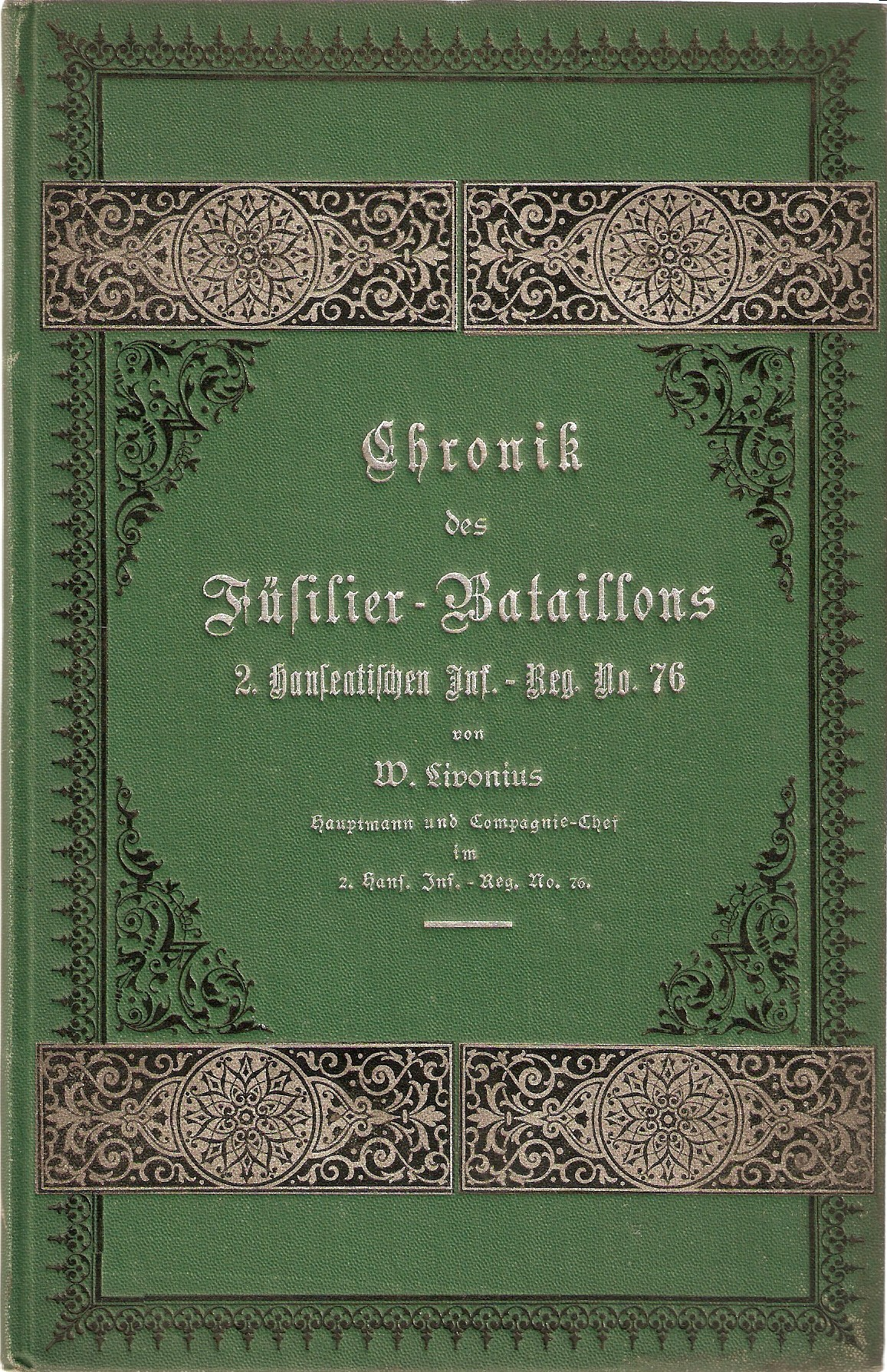
Illustration des Lübeckischen Bataillons

## Leben
Godtknecht wurde als Sohn eines Lübecker Schiffskapitäns geboren. Da er schon frühzeitig ein auffälliges Zeichentalent an den Tag legte, wurde ihm geraten, sich der Malerei zu widmen. Diesen Rat durch andauernden Fleiß befolgend, war er schon als 19-Jähriger ein gesuchter Porträtmaler und bekam von den ersten Familien seiner Heimatstadt (die Fehlings, Tegtmeyers, …) Aufträge.
Diese Aufträge ermöglichten es ihm, zu seiner weiteren Ausbildung ab 1845 an die Akademie nach München zu gehen. Seine Begabung führte ihn zu einer detaillierten Naturbeobachtung. Da es diese an der Münchener Akademie, wo zu jener Zeit die stilistische Richtung eines Cornelius oder Kaulbach herrschte, nicht gab, setzte er seine Studien 1847 an der Dresdner Kunstakademie fort. Was er auch im „Elbflorenz“ nicht hinreichend gefunden hatte, fand er 1851 in Düsseldorf, wo er Privatschüler des Genremalers Carl Wilhelm Hübner war. Hübner soll ihn einmal als seinen „talentvollsten Schüler“ bezeichnet haben. In der Düsseldorfer Malerschule wurde nach der Natur studiert, es entwickelte sich dort eine besondere Strömung der deutschen Genremalerei. Aus ihr gingen etwa Benjamin Vautier und Ludwig Knaus hervor.
Godtknecht verdiente durch Genrebilde und Malereien im größeren Stile, wie z. B. in Teplitz, seinen Lebensunterhalt. Da er sich jedoch nach einem Wirkungskreis sehnte, in dem er Förderung und Anerkennung finden konnte, ließ er sich 1860 dazu überreden, nach Sankt Petersburg zu gehen. Doch auch dort fand er nicht, was er suchte. Da sich sein Gehörleiden immer mehr verschlechterte, musste er, um sein Leben dort fristen zu können, wie so viele Porträtmaler in jenen Tagen, Fotograf werden.
Neun Jahre später wurde es ihm ermöglicht, in seine Heimat nach Lübeck zurückzukehren. Dort bekam er verschiedene Aufträge. Unter anderem wurde er mit der Illustration der Chronik des Lübeckischen Bataillons der Füsiliere vom 2. Hanseatischen Infanterie-Regiment im Deutsch-Französischen Krieg in Form von mehreren Aquarellen betraut. Als die Bilder der Entwürfe vorlagen, wurde Wilhelm Livonius, Chef der 10. Kompanie, mit dem Verfassen der „Chronik des Füsilier-Bataillons“ betraut. Emanuel Geibel saß ihm mehrmals zu Porträts.
Nachdem er zwei Jahre in Stockholm zugebracht hatte, ging er 58-jährig nach Wien. Hier bot sich ihm das Feld einer neuen, lohnenden Tätigkeit. Sein Vorhaben, den Seinigen eine neue Existenz zu begründen, setzte eine beginnende Geisteskrankheit ein jähes Ende und er kehrte gebrochen nach Lübeck zurück.
Werke von Godtknecht wurden auf der Jahrhundertausstellung deutscher Kunst 1906 in Berlin gezeigt.

## Werke

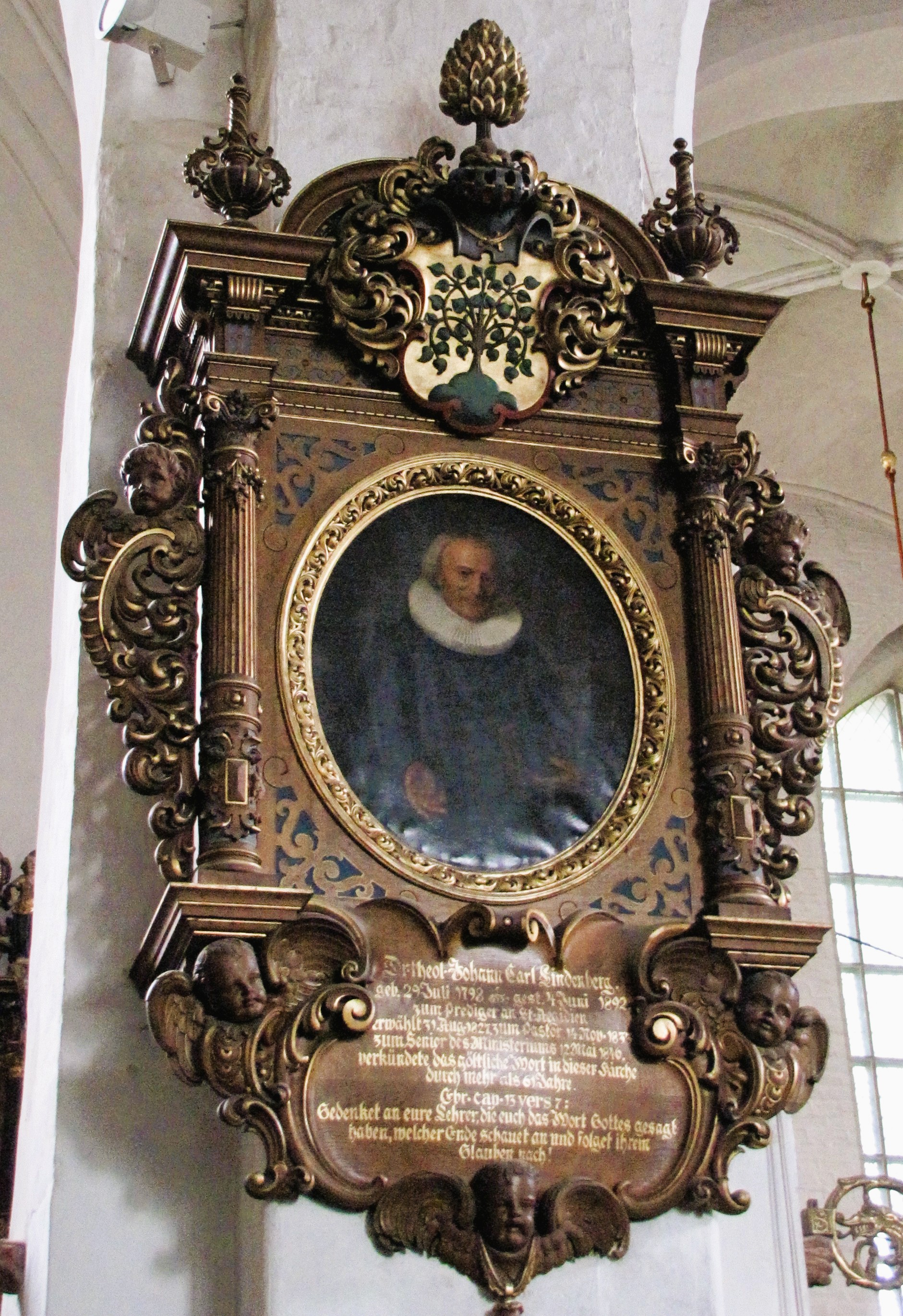
Epitaph Lindenberg

- Porträt im Epitaph Johann Carl Lindenberg in der Aegidienkirche

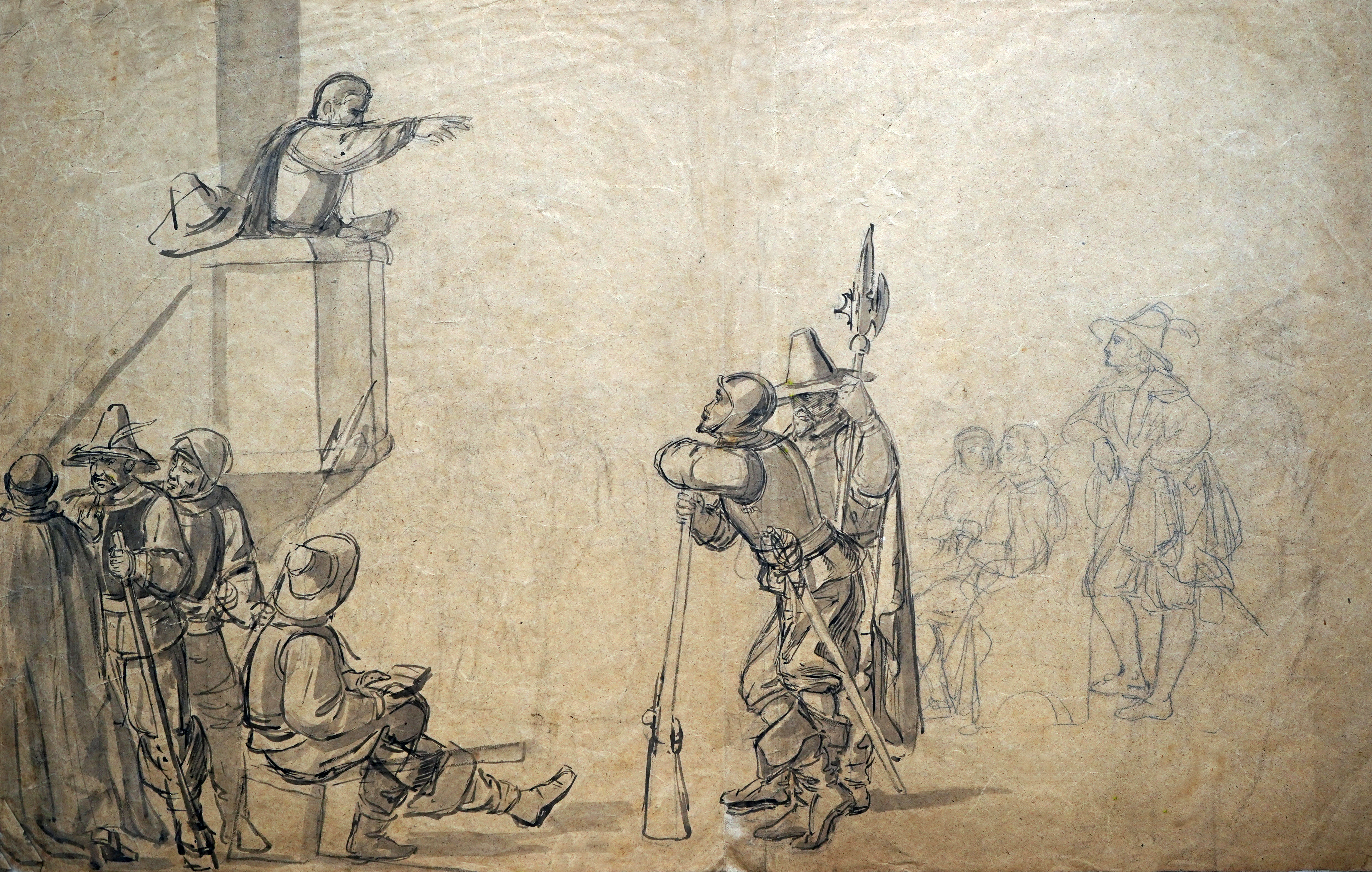
Kirchliche Szene, um 1860

Die folgenden Werke befanden sich seit 1897 im Bestand des Lübecker Museums:
- Der Geburtstag des Großvaters (1859)
- Selbstporträt im jugendlichen Alter
- Bildnis des Malers Schmidt-Carlson
- Mappe mit Zeichnungen

Seit 1943 ebenfalls im Lübecker Bestand:
- Kinderporträt Eva Türk[6]

Seit den 1960er-Jahren in Lübeck, Sammlung Finkenberg:
- Mappe mit Aquarellen, Skizzen und einigen Porträts in Öl, darunter Selbstbildnis von ca. 1870

## Belege
1. ↑  Matrikel
2. ↑  Museum Kunstpalast: Künstler und Künstlerinnen der Düsseldorfer Malerschule (Auswahl, Stand: November 2016, PDF (Memento des Originals vom 7. Mai 2021 im Internet Archive)  Info: Der Archivlink wurde automatisch eingesetzt und noch nicht geprüft. Bitte prüfe Original- und Archivlink gemäß Anleitung und entferne dann diesen Hinweis.)
3. ↑  Der Verfasser seiner Lübeckischen Biographie bemerkte in seinem Artikel „… es ist zu beklagen, dass er nicht sofort nach Düsseldorf kam, wo sich sein Talent voll entwickelt hätte.“
4. ↑  „Vorwort“ In:  Wilhelm Livonius: Chronik des Füsilier-Bataillons / 2. Hanseatischen Infanterie-Regiment No. 76 / Von der Errichtung / bis zur Rückkehr aus dem Feldzug 1870–71.
5. ↑  Lübeckische Blätter 40 (1898), S. 531.
6. ↑  Die Lübecker im Portrait 1780–1930. Museen für Kunst und Kulturgeschichte der Hansestadt Lübeck, Lübeck 1973, S. 84 (inv. Nr. 1943/40)

| Personendaten    | Personendaten        |
| ---------------- | -------------------- |
| NAME             | Godtknecht, August   |
| KURZBESCHREIBUNG | deutscher Genremaler |
| GEBURTSDATUM     | 1. März 1824         |
| GEBURTSORT       | Lübeck               |
| STERBEDATUM      | 11. August 1888      |
| STERBEORT        | Lübeck               |